# Mingo Junction
Mingo Junction ist ein Village in Jefferson County, Ohio, Vereinigte Staaten entlang dem Ohio River. Die Bevölkerung betrug 3631 Einwohner bei der Volkszählung 2000.
1900 war seine einzige Produktionsanlage ein Stahlwerk, das von der Carnegie Steel Company betrieben wurde. Zu der Zeit lebten bereits knapp 3000 Einwohner in dem Ort, 1910 waren es 4000, bis 1940 stieg die Bevölkerung auf 5192 an.

## Geschichte
Der Ort ist nach dem Indianerstamm der Mingo benannt, der vor der Besiedlung dieses Gebiets durch europäische Einwanderer ein Dorf an der Stelle der heutigen Gemeinde errichtet hatte.
In Mingo Junction begann im Mai 1787 der Crawford-Feldzug von 500 Freiwilligen aus Pennsylvania gegen die Indianerstämme im Gebiet von Ohio. Dabei rächten sich die Lenni Lenape an den gefangenen Weißen für das Gnadenhütten-Massaker an Angehörigen ihres Volkes in Gnadenhutten.

## Besonderheiten
Mingo Junction war Drehort für zwei Filme: Die durch die Hölle gehen (The Deer Hunter, 1978), in dem das aufgelassene Stahlwerk als Kulisse eine wesentliche Rolle spielte, und Jung und rücksichtslos (Reckless, 1984).

## Söhne und Töchter der Gemeinde
- Joe Fortunato (1930–2017), American-Football-Spieler